# 문희성 (야구인)
문희성(文熙星, 1973년 2월 22일 ~ )은 대한민국의 전직 야구 선수이다. 선수 시절에는 KBO 리그 두산 베어스에서 1루수로 활약했다.

## 출신 학교
- 유신고등학교
- 홍익대학교

## 경력
키 195cm, 몸무게 110kg의 거구에서 나오는 장타력을 자랑하는 슬러거형 타자였다. 홍익대학교를 졸업하고 실업 야구 팀 현대 피닉스에서 활동하다가, 1997년에 OB 베어스에 입단했다. 그러나 프로에 입단했을 때 아마추어 시절 많은 기대를 받았던 것보다 기대에 미치지 못하였다. 2005년에 반짝 활약을 펼쳤지만, 2006년에 다시 부진을 거듭하여 2군으로 향했다. 그리고 2007년에 은퇴를 하였다.
은퇴 후 회사원을 거쳐 현재는 경기도 남양주시에 있는 사회인 야구팀의 감독과 코치를 맡고 있으며, 사회인리그에서 뛰고 있다. 그리고 문희성의 파워리그를 운영하고 있다.